# Catllar
Pour les articles homonymes, voir Catllar (homonymie).
Ne pas confondre avec la ville espagnole El Catllar.
Catllar [kaja]  est une commune française située dans le centre du département des Pyrénées-Orientales, en région Occitanie. Sur le plan historique et culturel, la commune est dans le pays de Conflent, correspondant à l'ensemble des vallées pyrénéennes qui « confluent » avec le lit creusé par la Têt entre Mont-Louis et Rodès.
Exposée à un climat océanique altéré, elle est drainée par la Têt, la Castellane et par divers autres petits cours d'eau. Incluse dans le parc naturel régional des Pyrénées catalanes, la commune possède un patrimoine naturel remarquable composé d'une zone naturelle d'intérêt écologique, faunistique et floristique.
Catllar est une commune urbaine qui compte 724 habitants en 2022, après avoir connu une forte hausse de la population depuis 1962. Elle est dans l'unité urbaine de Prades et fait partie de l'aire d'attraction de Prades. Ses habitants sont appelés les Catllanais ou  Catllanaises.

## Géographie

### Localisation
La commune de Catllar se trouve dans le département des Pyrénées-Orientales, en région Occitanie.
Elle se situe à 39 km à vol d'oiseau de Perpignan, préfecture du département, et à 2 km de Prades, sous-préfecture.
Les communes les plus proches sont : 
Prades (1,8 km), Codalet (2,6 km), Eus (3,1 km), Ria-Sirach (3,4 km), Molitg-les-Bains (3,5 km), Los Masos (3,5 km), Campôme (4,2 km), Marquixanes (5,3 km).
Sur le plan historique et culturel, Catllar fait partie de la région de Conflent, héritière de l'ancien comté de Conflent et de la viguerie de Conflent. Ce pays correspond à l'ensemble des vallées pyrénéennes qui « confluent » avec le lit creusé par la Têt entre Mont-Louis, porte de la Cerdagne, et Rodès, aux abords de la plaine du Roussillon.

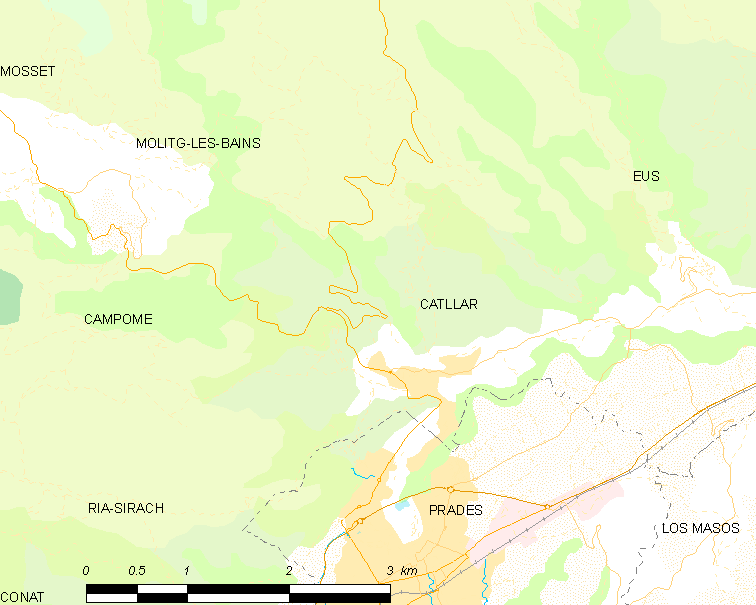
Situation de la commune.

|            | Molitg-les-Bains |     |
| Campôme    | Catllar.         | Eus |
| Ria-Sirach | Prades           |     |

### Géologie et relief

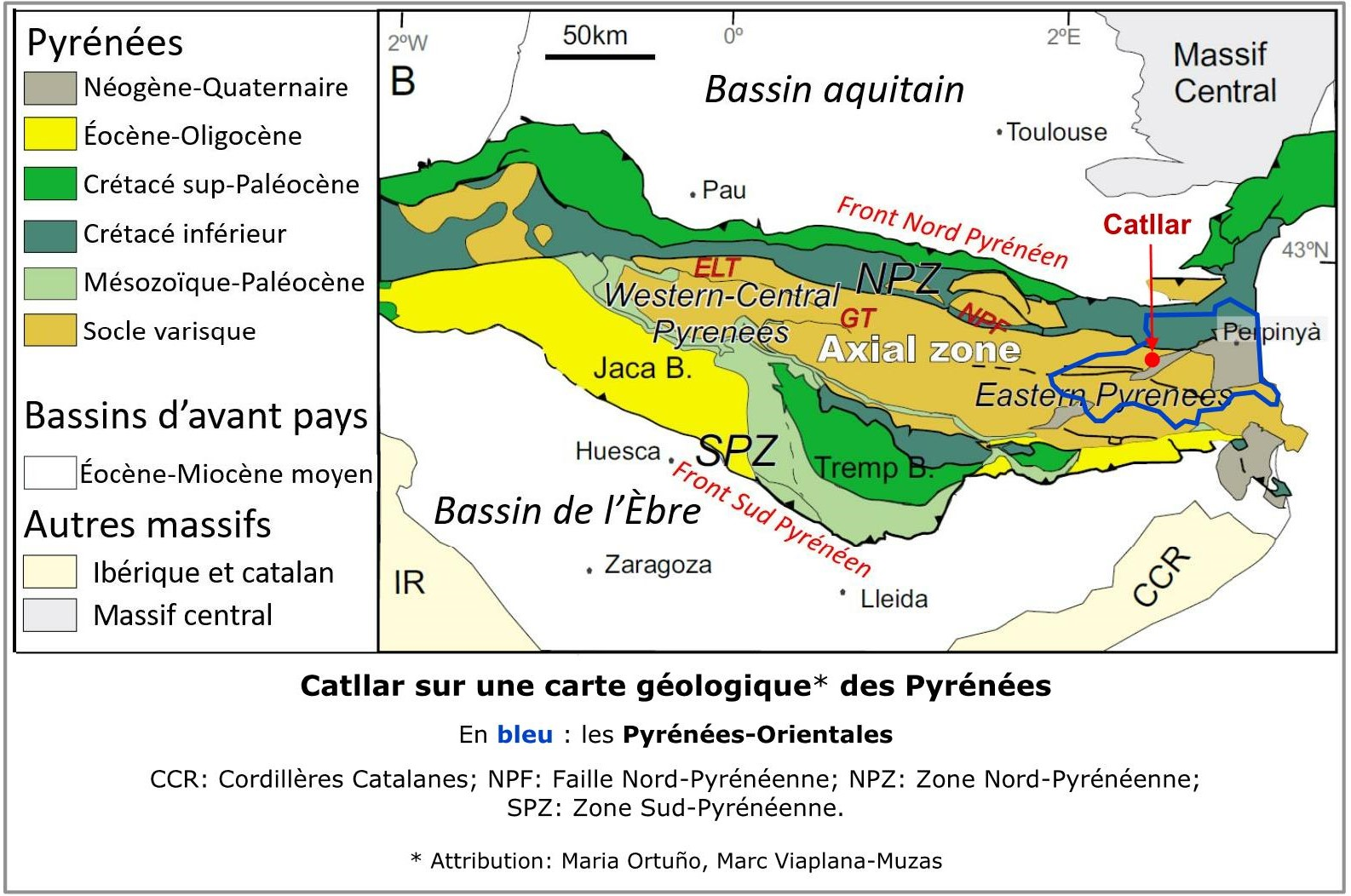
Catllar sur une carte géologique des Pyrénées.

Catllar est situé dans la zone axiale de la chaîne de montagnes des Pyrénées, dans son secteur oriental. Cette zone de montagnes s'est formée lors de l'orogenèse pyrénéenne, c'est-à-dire une période de compression tectonique où la plaque tectonique ibérique, au sud, est entrée en collision avec la plaque européenne, au nord, il y a environ 70 à 30 millions d'années. Toutefois, les formations du soubassement de la commune de Catllar sont principalement d'âge paléozoïque, c'est-à-dire âgées de 300 à 500 millions d'années environ. Ces formations ont été intensément déformées et métamorphosées pendant, en particulier, l'orogenèse hercynienne (ou varisque), qui a atteint son apogée il y a environ 300 millions d'années. La partie sud de la commune se trouve sur le versant nord du bassin tectonique du Conflent, d'âge miocène. (Ce bassin s'étend de Vinça à l'est à Escaro à l'ouest et, au sud de Catllar, jusqu'à Taurinya.) La Têt a profondément entaillé ce bassin et y a laissé des dépôts fluviaux d'âge quaternaire,,.

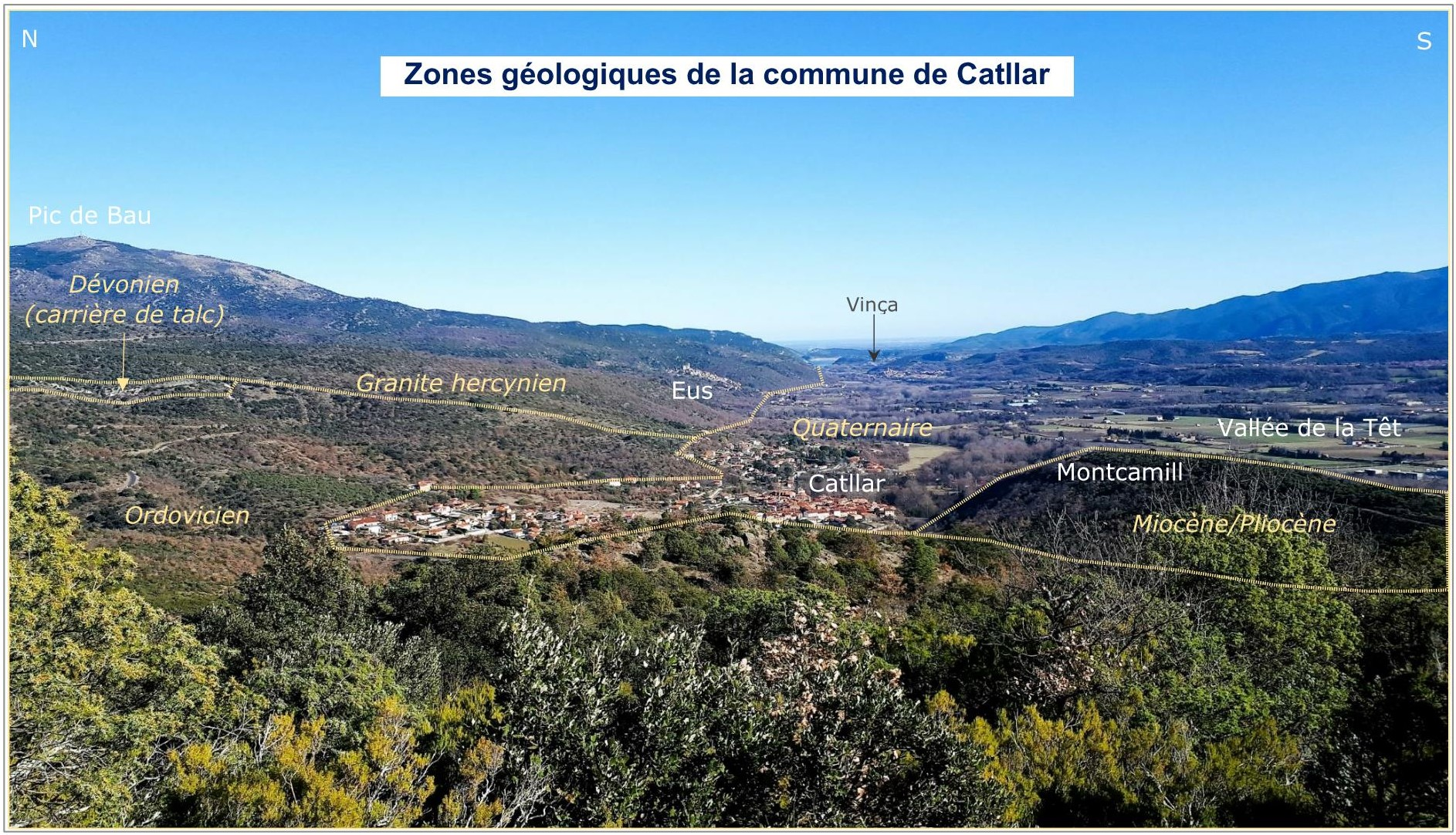
Zones géologiques de la commune de Catllar. Vue vers l'est.

Il existe donc cinq zones géologiques sur le territoire de la commune.
Les formations les plus anciennes, qui sont pour la plupart schisto-gréseuses d'âge ordovicien inférieur, se trouvent dans les secteurs central et sud-ouest de la commune.
Au nord et à l'est de cette zone ordovicienne, et séparé de celle-ci par la faille de Col de Jau - Molitg, se situe le vaste pluton granitique de Millas. Il s'est mis en place à l'époque de l'orogénèse hercynienne.

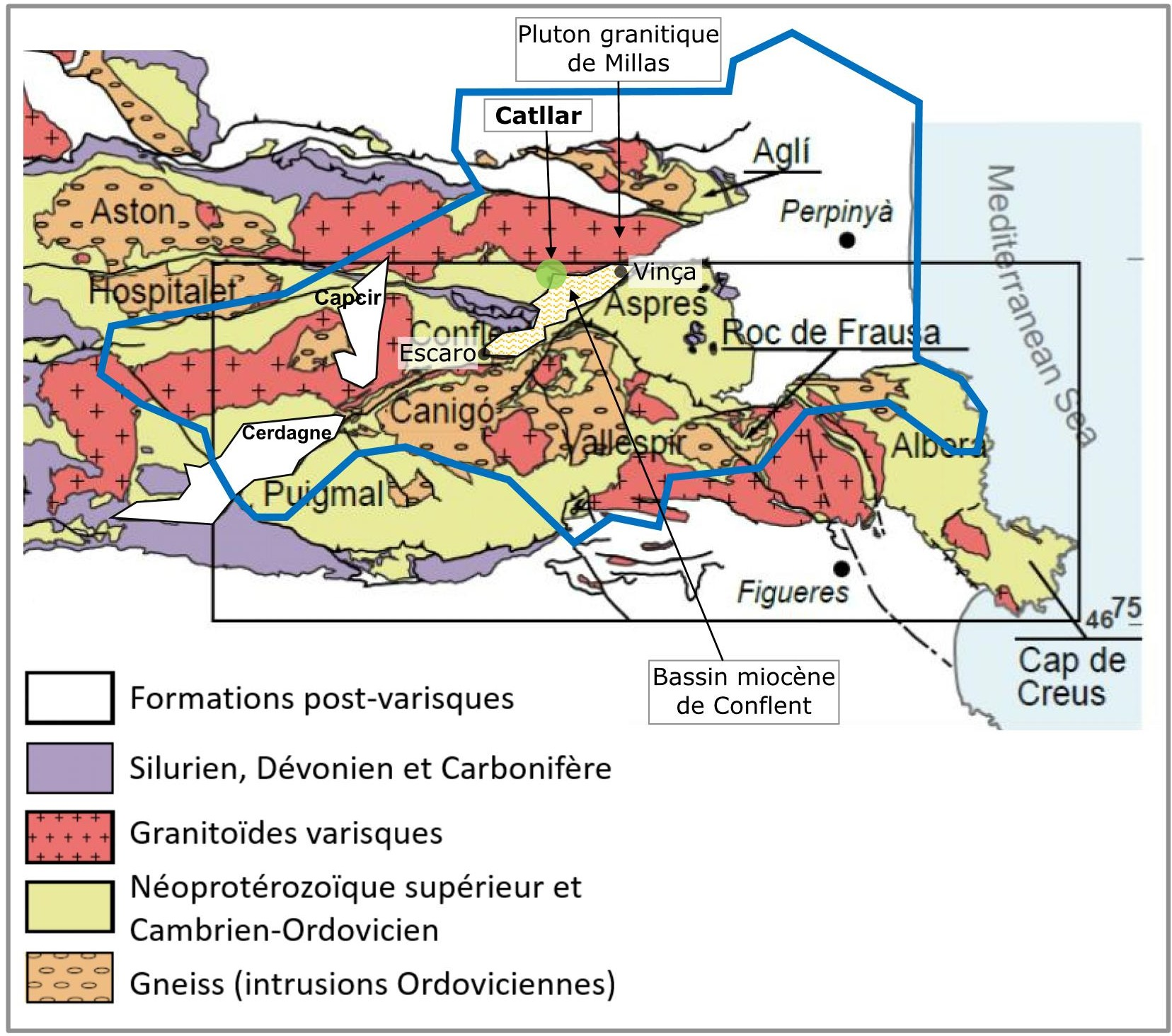
La commune de Catllar par rapport au pluton de Millas et au bassin de Conflent.

Dans une petite bande de terrain à côté de la faille à la limite des deux zones précitées, se trouve un affleurement dévonien. Le talc était autrefois extrait dans ce secteur.
Selon la carte géologique, se trouve au sud du village de Catllar, sur et à côté d'une colline appelée Montcamill, une zone des dépôts néogènes vieux de 20 millions d'années environ, déposées dans le bassin tectonique de Conflent, à l'époque du Miocène. Parmi celles-ci, la formation de Codalet est plus argileuse et présente une couleur rougeâtre marquée, tandis que la formation de Lentilla est plus sableuse, et de couleur plus claire.
Cependant, il a été suggéré plus récemment que les couches supérieures de cette zone sont d'un âge plus récent, le Pliocène, c'est-à-dire d'environ cinq millions d'années. Ces couches supérieures contiennent d'abondants galets, roches et gros blocs bien roulés, d'une grande variété de formations rocheuses, notamment des formations granitiques et schistoïdes que l'on trouve un peu plus au nord. Il est suggéré que ces "boulder beds" sont le produit d'une incision fluviale rapide, puis d'un dépôt, provoqué par une baisse puis une hausse tout aussi rapide du niveau de la mer pendant une période connue sous le nom de Crise de salinité messinienne.

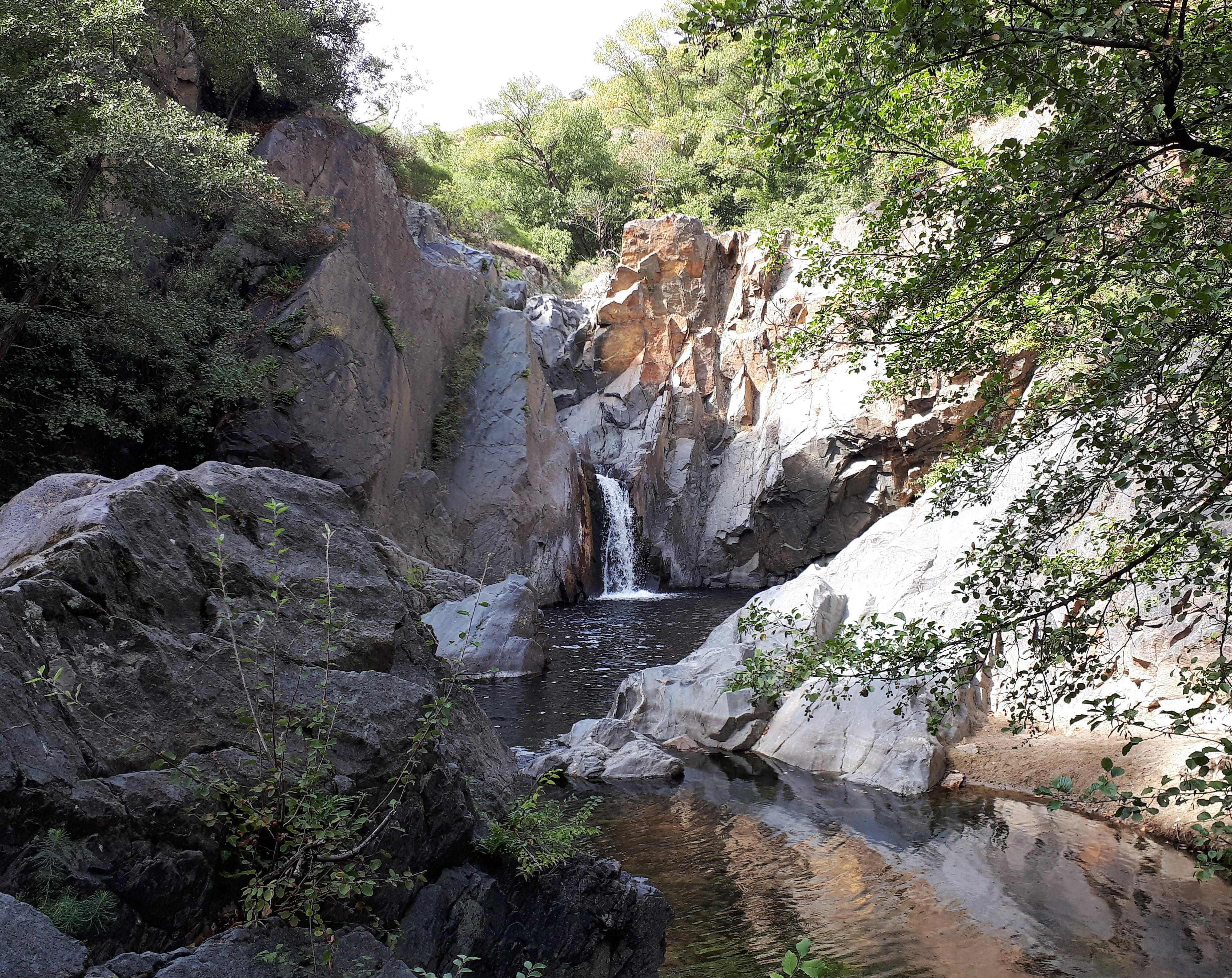
Affleurement de schistes ordoviciens, au niveau de la cascade du Salt Gros, sur la Castellane, à un kilomètre au nord-ouest du village de Catllar.
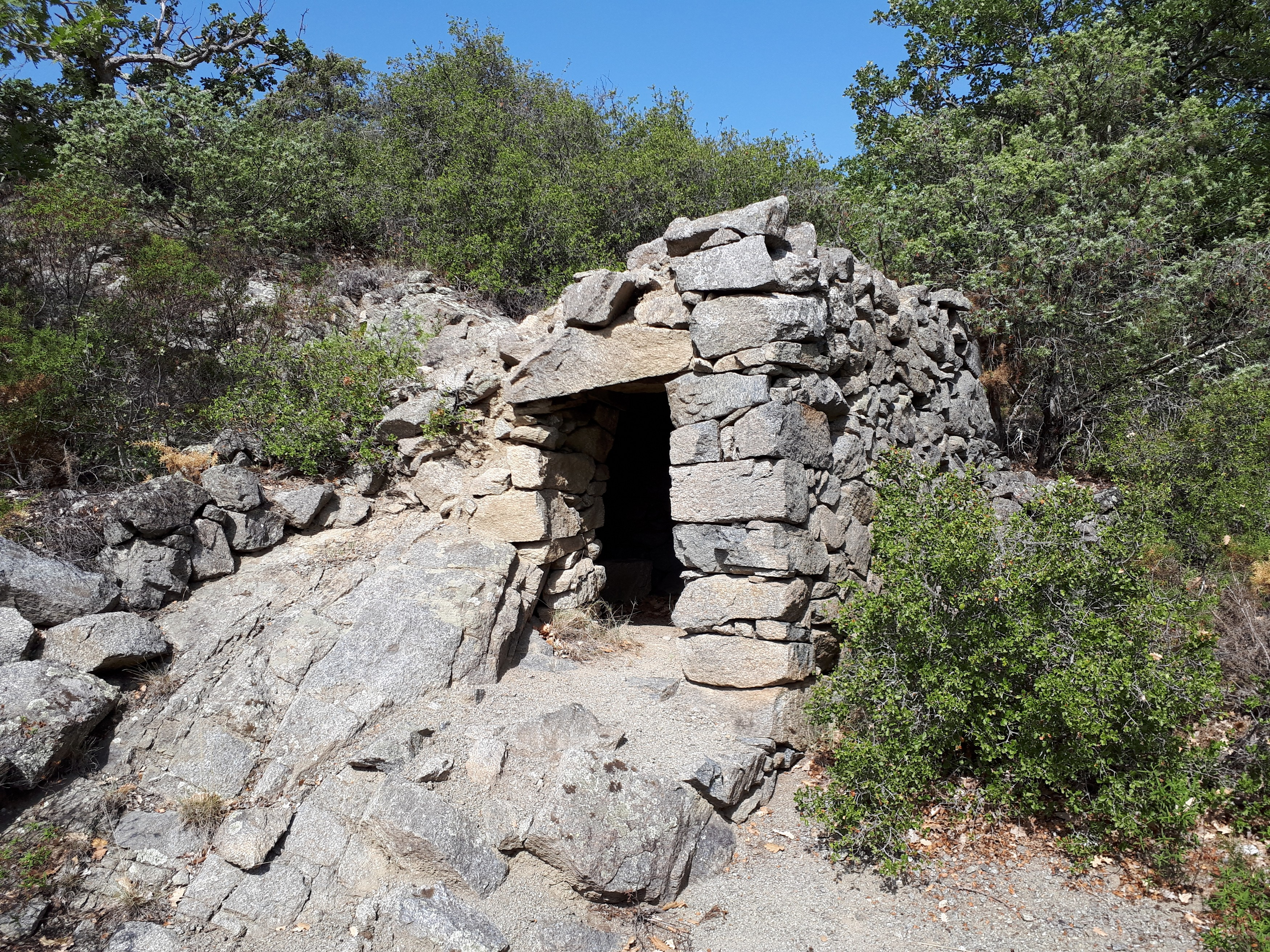
"Orri" (cabane en pierre sèche) construite de (et sur) le "granite  de Millas", un kilomètre au nord du village, sur le chemin qui va vers St Jacques de Calahons.
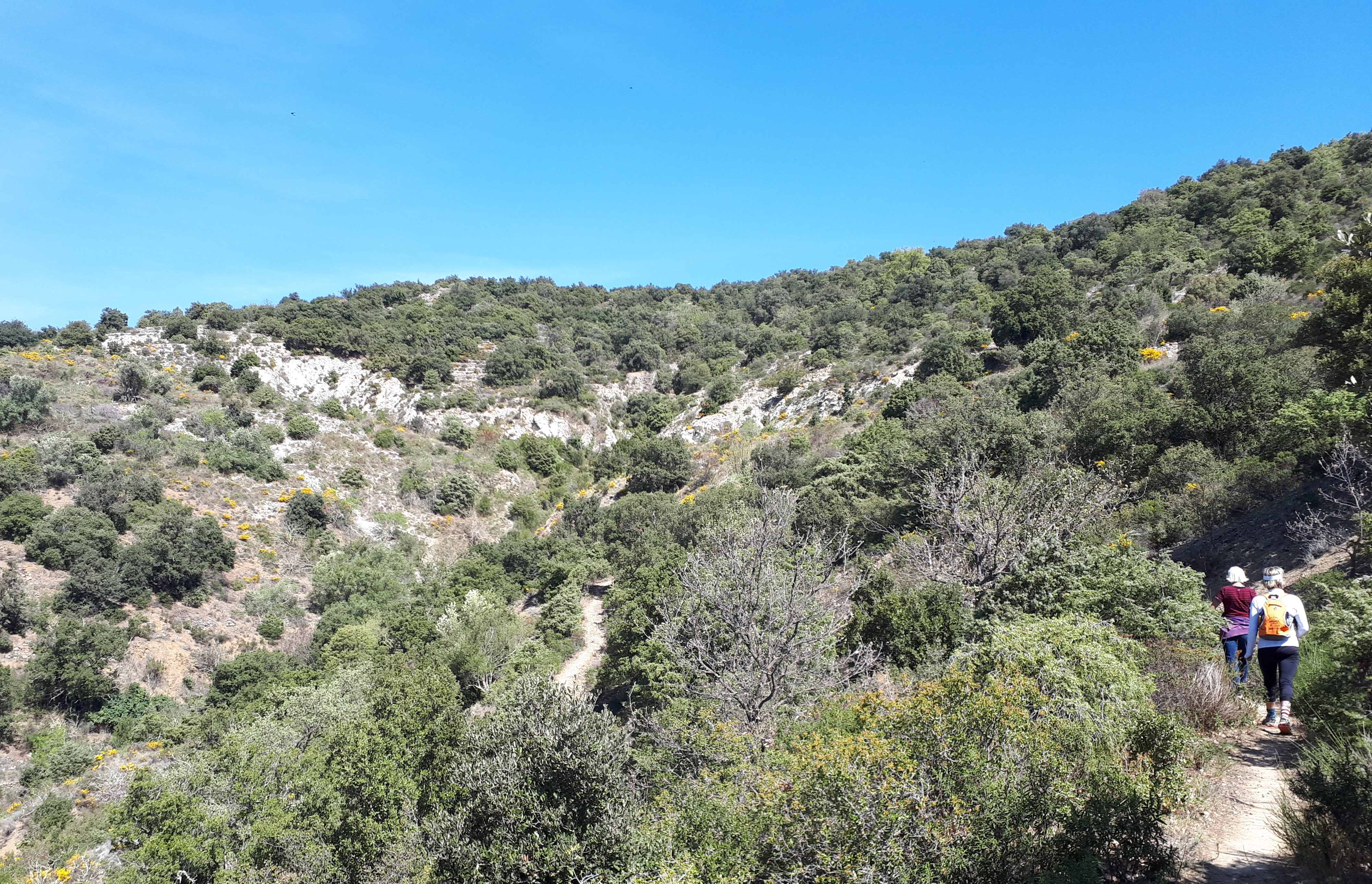
Ancienne carrière de talc, associée à un affleurement dévonien le long d'une ligne de faille séparant les zones ordovicienne et hercynienne.
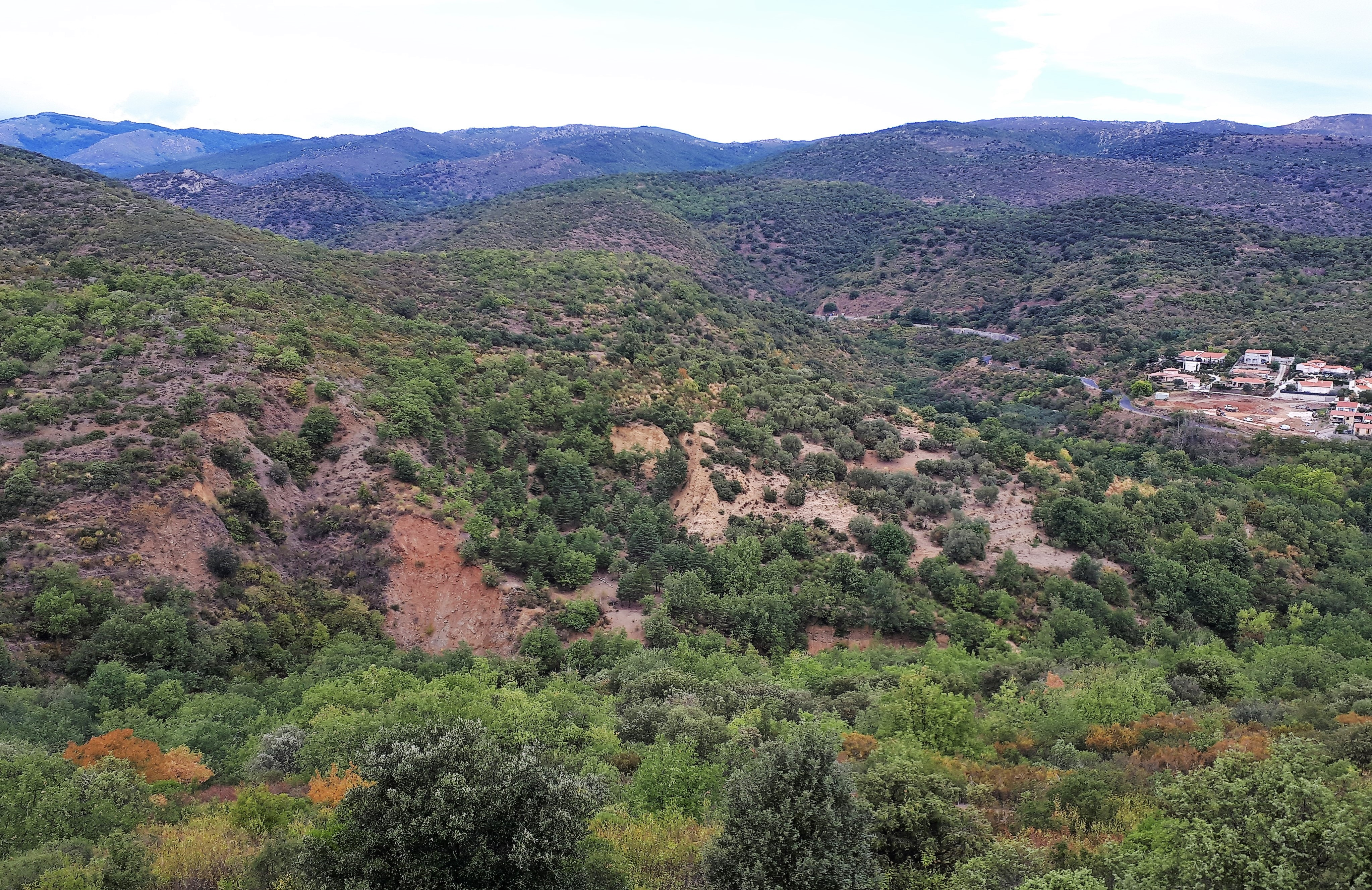
Formation rougeâtre Codalet du Miocène (à gauche), et formation sableuse Lentilla à droite, dans un ravin proche du village de Catllar (également à droite). Les pentes au-dessus à gauche sont dans la zone ordovicienne.
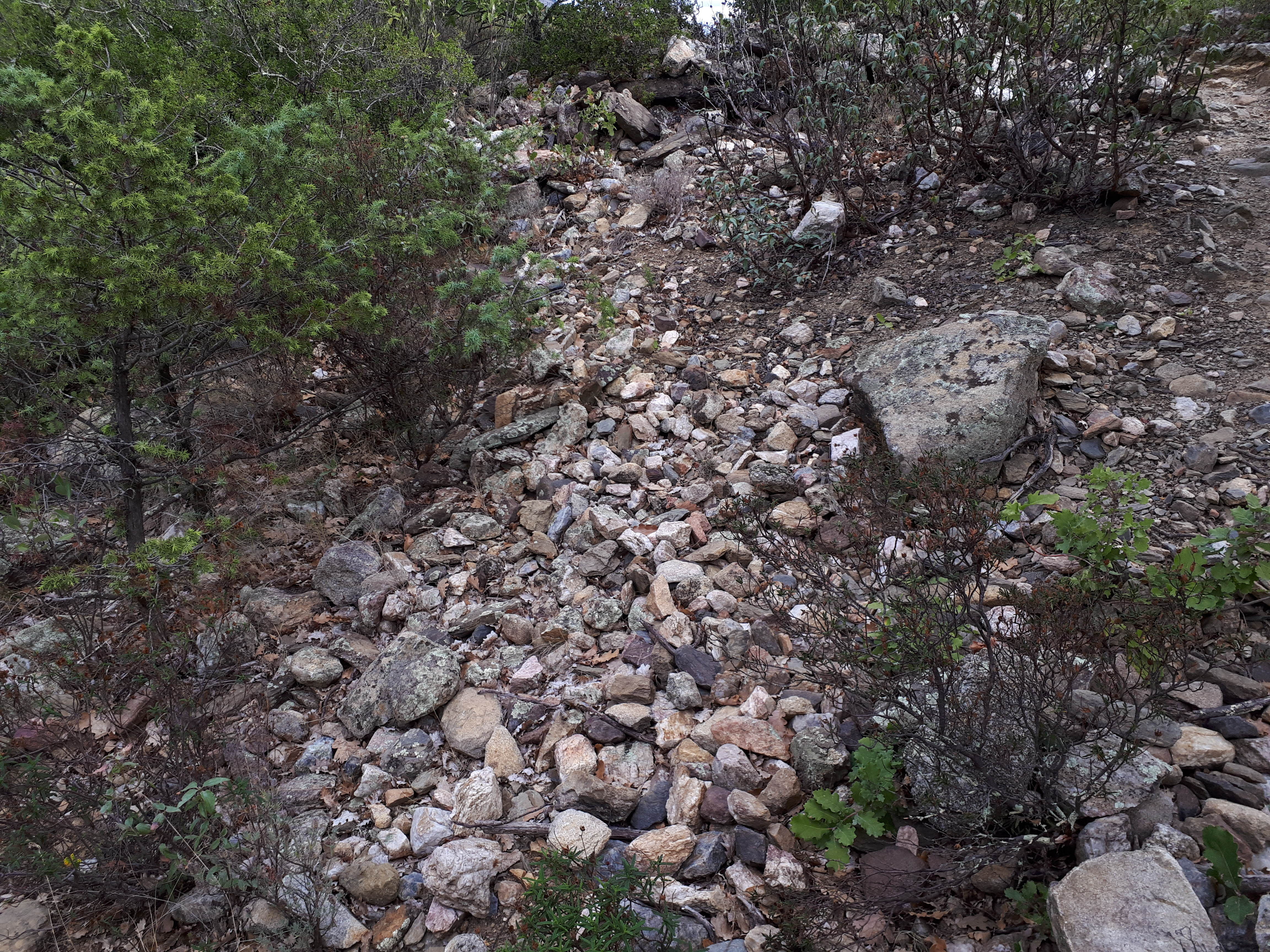
Cailloux, galets et gros blocs près du sommet du Montcamill, d'une grande variété de formations rocheuses. Ces "boulder beds" seraient d'âge pliocène.

Au sud de cette zone se trouve la vallée de la Têt, occupée par des terrasses fluviales du quaternaire, géologiquement très récentes.

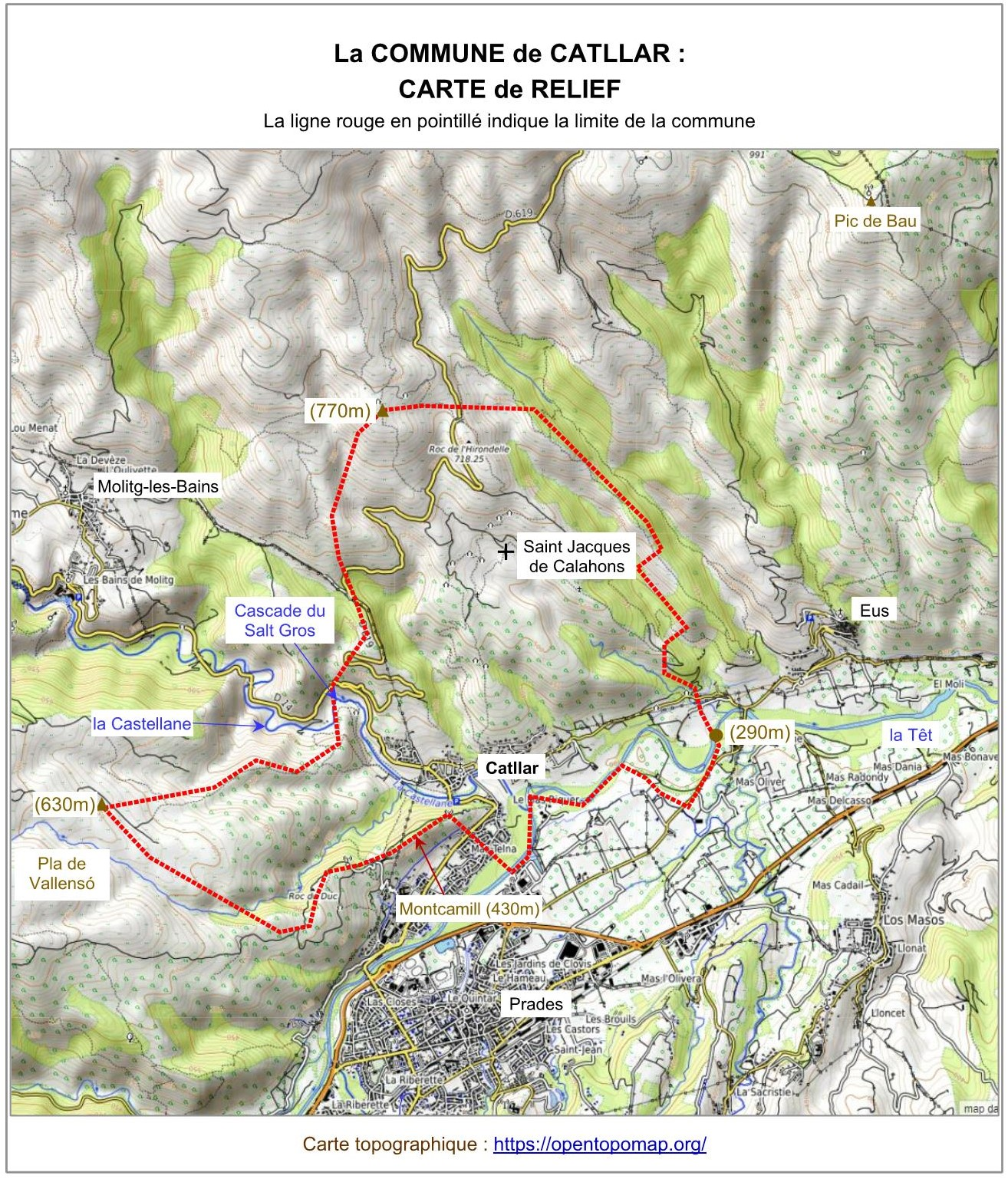
Carte de relief de la commune de Catllar.

Le terrain s'élève de 288 mètres sur la Têt, à l'angle sud-est de la commune, à 771 mètres sur une crête à l'angle nord-ouest de la commune, et à 630 mètres dans le secteur sud-ouest de la commune, en bordure du plateau de Vallensó (Balençou). La superficie de la commune est de 802 hectares.
La Têt coule le long de la frange sud de la commune, et elle est rejointe par la Castellane un peu en aval du village de Catllar. Dans cette zone, le terrain est de faible altitude et à faible relief, mais ailleurs dans la commune, le terrain est partout vallonné. La Castellane elle-même, une longue rivière prenant sa source à plus de 25 kilomètres au nord-ouest, au pied du pic de Madrès, entaille profondément les plateaux adjacents et traverse le "cou" de la commune depuis la cascade du Salt Gros (Saut Grand), jusqu'à sa confluence avec la Têt. Les ruisseaux qui descendent vers la Castellane et la Têt par l'ouest et le nord entaillent également profondément les plateaux au-dessus du village de Catllar.

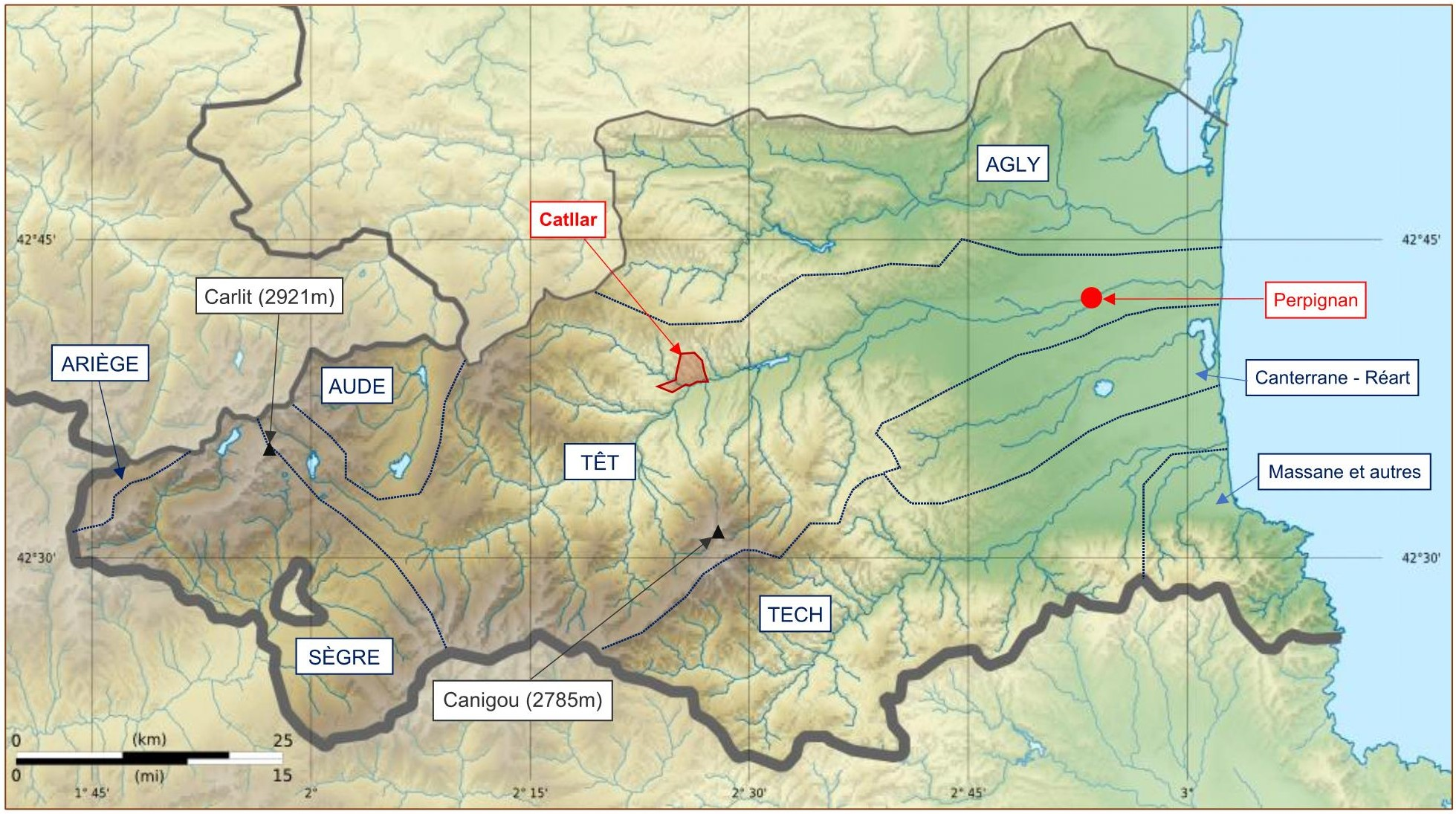
Situation de Catllar sur une carte topographique des Pyrénées-Orientales.

La commune est classée en zone de sismicité 3, correspondant à une sismicité modérée.

### Hydrographie

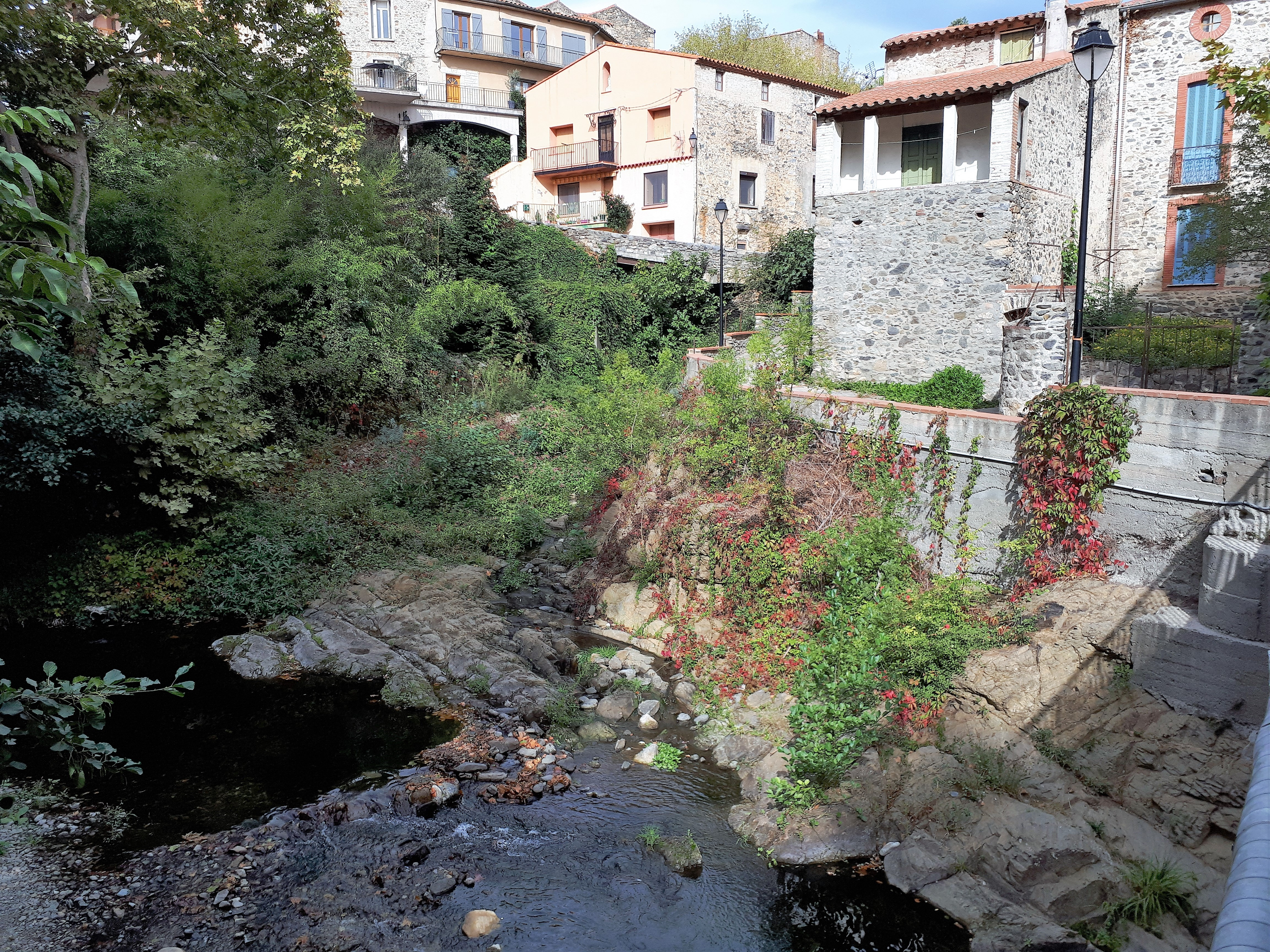
La Castellane, où elle passe en dessous du village, après un été sec.

La Têt marque une partie de la limite méridionale de la commune. Un de ses affluents, la Castellane, traverse Catllar en son milieu, en provenance à l'ouest de Molitg-les-Bains, et en direction de la rive gauche de la Têt au sud, où elle conflue à proximité du Mas Riquer.

### Climat
Pour des articles plus généraux, voir Climat de l'Occitanie et Climat des Pyrénées-Orientales.
En 2010, le climat de la commune est de type climat méditerranéen altéré, selon une étude du CNRS s'appuyant sur une série de données couvrant la période 1971-2000. En 2020, Météo-France publie une typologie des climats de la France métropolitaine dans laquelle la commune est exposée à un climat de montagne ou de marges de montagne et est dans la région climatique Pyrénées orientales, caractérisée par une faible pluviométrie, un très bon ensoleillement (2 600 h/an), un air sec, particulièrement en hiver et peu de brouillards.
Pour la période 1971-2000, la température annuelle moyenne est de 13,2 °C, avec une amplitude thermique annuelle de 14,7 °C. Le cumul annuel moyen de précipitations est de 906 mm, avec 6,1 jours de précipitations en janvier et 4,5 jours en juillet. Pour la période 1991-2020, la température moyenne annuelle observée sur la station météorologique la plus proche, située sur la commune d'Eus à 3 km à vol d'oiseau, est de 13,6 °C et le cumul annuel moyen de précipitations est de 539,8 mm,. Pour l'avenir, les paramètres climatiques de la commune estimés pour 2050 selon différents scénarios d’émission de gaz à effet de serre sont consultables sur un site dédié publié par Météo-France en novembre 2022.

### Milieux naturels et biodiversité

#### Espaces protégés
La protection réglementaire est le mode d’intervention le plus fort pour préserver des espaces naturels remarquables et leur biodiversité associée,.
Dans ce cadre, la commune fait partie.
Un  espace protégé est présent sur la commune : 
le parc naturel régional des Pyrénées catalanes, créé en 2004 et d'une superficie de 139 062 ha, qui s'étend sur 66 communes du département. Ce territoire s'étage des fonds maraîchers et fruitiers des vallées de basse altitude aux plus hauts sommets des Pyrénées-Orientales en passant par les grands massifs de garrigue et de forêt méditerranéenne,.

#### Zones naturelles d'intérêt écologique, faunistique et floristique

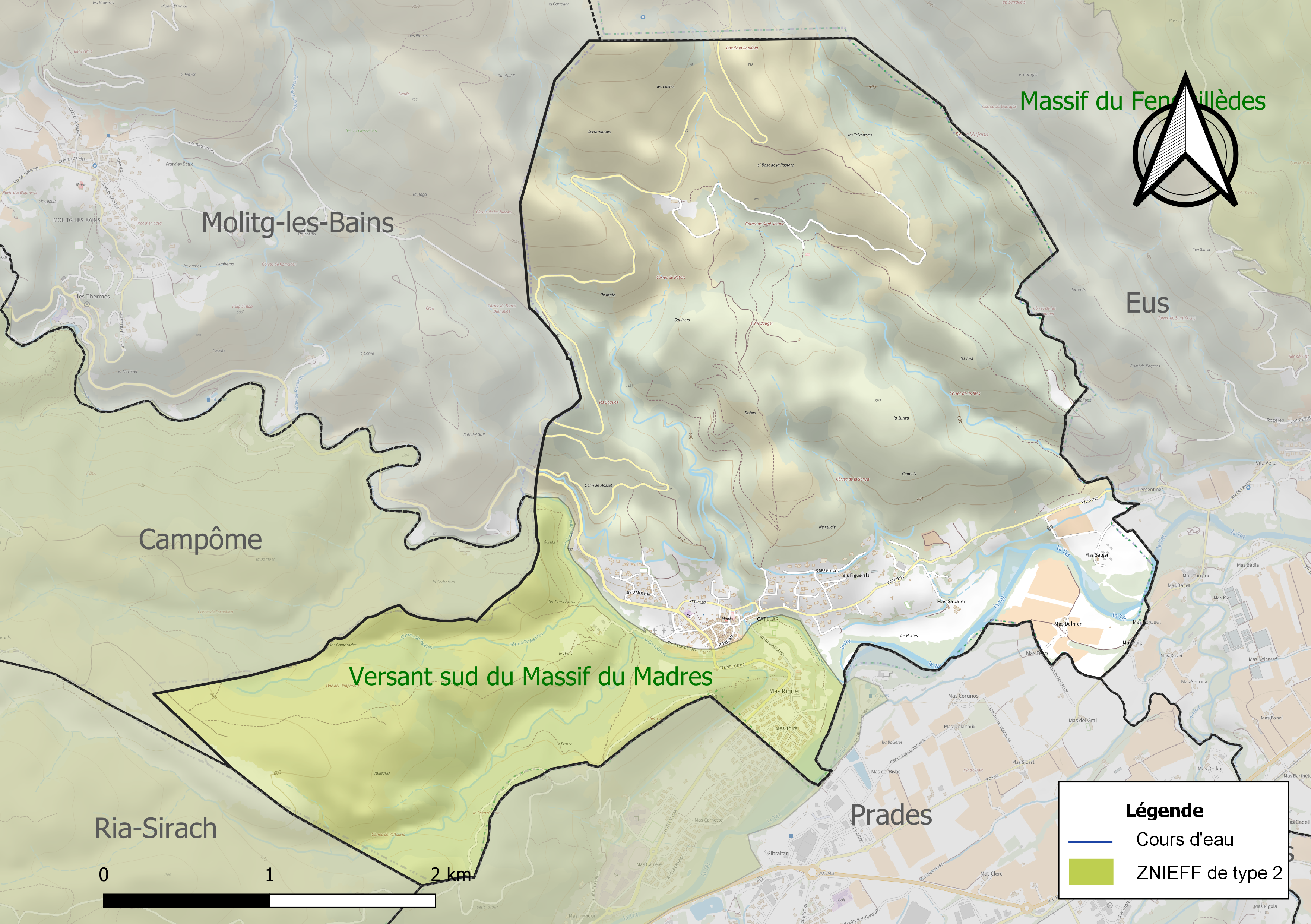
Carte de la ZNIEFF de type 2 localisée sur la commune.

L’inventaire des zones naturelles d'intérêt écologique, faunistique et floristique (ZNIEFF) a pour objectif de réaliser une couverture des zones les plus intéressantes sur le plan écologique, essentiellement dans la perspective d’améliorer la connaissance du patrimoine naturel national et de fournir aux différents décideurs un outil d’aide à la prise en compte de l’environnement dans l’aménagement du territoire.
Une ZNIEFF de type 2 est recensée sur la commune :
le « versant sud du massif du Madres » (27 267 ha), couvrant 27 communes du département.

## Urbanisme

### Typologie
Au 1er janvier 2024, Catllar est catégorisée petite ville, selon la nouvelle grille communale de densité à sept niveaux définie par l'Insee en 2022.
Elle appartient à l'unité urbaine de Prades, une agglomération intra-départementale regroupant cinq  communes, dont elle est une commune de la banlieue,,. Par ailleurs la commune fait partie de l'aire d'attraction de Prades, dont elle est une commune du pôle principal,. Cette aire, qui regroupe 26 communes, est catégorisée dans les aires de moins de 50 000 habitants,.

### Occupation des sols
L'occupation des sols de la commune, telle qu'elle ressort de la base de données européenne d’occupation biophysique des sols Corine Land Cover (CLC), est marquée par l'importance des forêts et milieux semi-naturels (82,9 % en 2018), une proportion identique à celle de 1990 (82,9 %). La répartition détaillée en 2018 est la suivante : 
milieux à végétation arbustive et/ou herbacée (68,4 %), forêts (14,5 %), zones agricoles hétérogènes (10,1 %), zones urbanisées (5 %), cultures permanentes (2 %). L'évolution de l’occupation des sols de la commune et de ses infrastructures peut être observée sur les différentes représentations cartographiques du territoire : la carte de Cassini (XVIIIe siècle), la carte d'état-major (1820-1866) et les cartes ou photos aériennes de l'IGN pour la période actuelle (1950 à aujourd'hui).

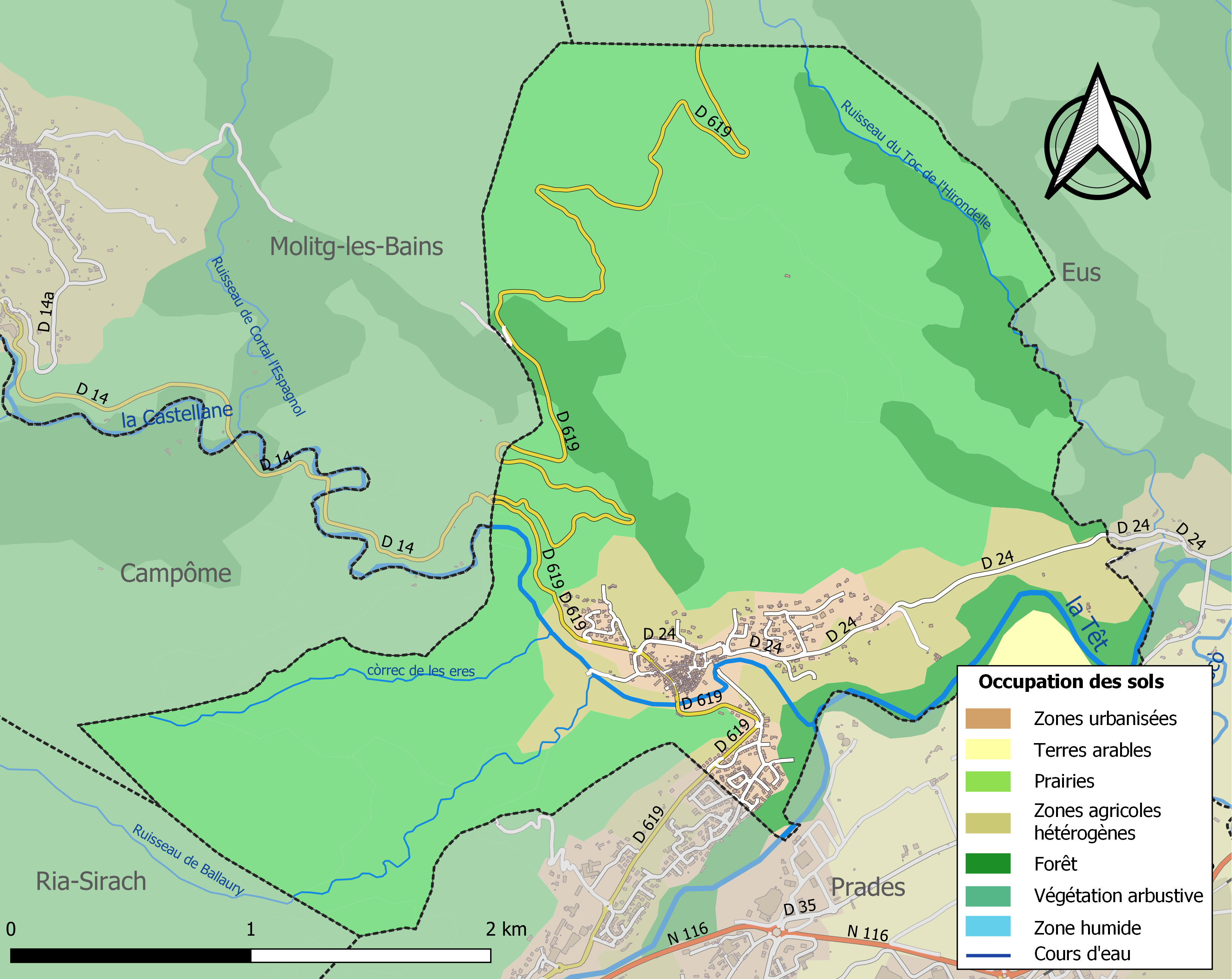
Carte des infrastructures et de l'occupation des sols de la commune en 2018 (CLC).

### Voies de communication et transports
La route départementale D 619, en provenance au nord depuis Campoussy, suit le cours de la Castellane et traverse Catllar en son milieu. Elle poursuit son tracé en direction du sud, vers Prades.
Catllar est aussi le point de départ de la route départementale D 24, qui se dirige vers l'est en direction d'Eus.
La ligne 523 du réseau régional liO relie la commune à Prades depuis Mosset.

### Risques majeurs
Le territoire de la commune de Catllar est vulnérable à différents aléas naturels : inondations, climatiques (grand froid ou canicule), feux de forêts, mouvements de terrains et séisme (sismicité modérée). Il est également exposé à un risque technologique, la rupture d'un barrage, et à un risque particulier, le risque radon,.

#### Risques naturels
Certaines parties du territoire communal sont susceptibles d’être affectées par le risque d’inondation par crue torrentielle de cours d'eau du bassin de la Têt.
Les mouvements de terrains susceptibles de se produire sur la commune sont soit des mouvements liés au retrait-gonflement des argiles, soit des glissements de terrains, soit des chutes de blocs, soit des effondrements liés à des cavités souterraines. Une cartographie nationale de l'aléa retrait-gonflement des argiles permet de connaître les sols argileux ou marneux susceptibles vis-à-vis de ce phénomène. L'inventaire national des cavités souterraines permet par ailleurs de localiser celles situées sur la commune.
Ces risques naturels sont pris en compte dans l'aménagement du territoire de la commune par le biais d'un plan de prévention des risques inondations et mouvements de terrains.

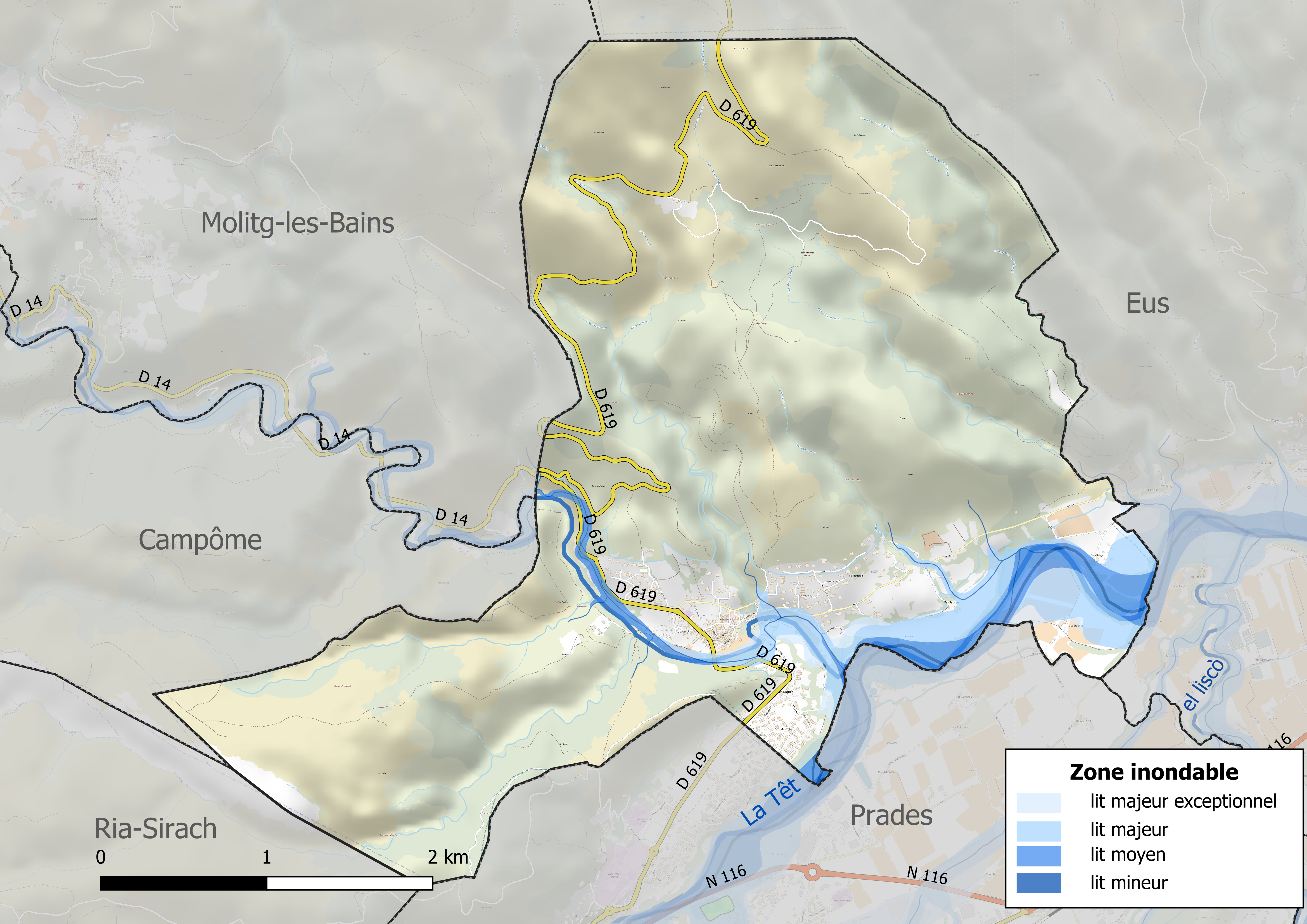
Carte des zones inondables.
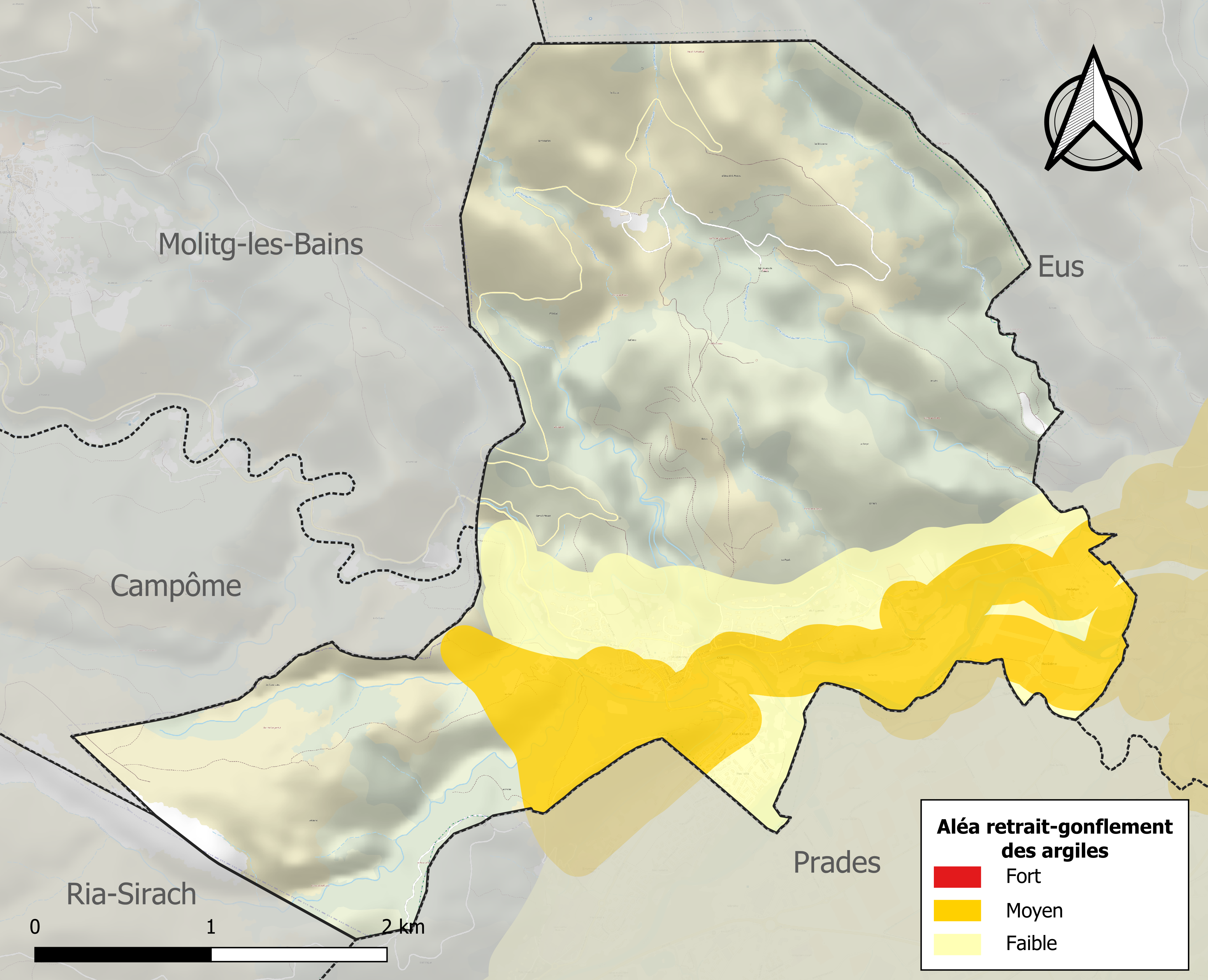
Carte des zones d'aléa retrait-gonflement des argiles.

#### Risques technologiques
Dans le département des Pyrénées-Orientales, on dénombre sept grands barrages susceptibles d’occasionner des dégâts en cas de rupture. La commune fait partie des 66 communes susceptibles d’être touchées par l’onde de submersion consécutive à la rupture d’un de ces barrages, le barrage des Bouillouses sur la Têt, un ouvrage de 17,5 m de hauteur construit en 1910.

#### Risque particulier
Dans plusieurs parties du territoire national, le radon, accumulé dans certains logements ou autres locaux, peut constituer une source significative d’exposition de la population aux rayonnements ionisants. Toutes les communes du département sont concernées par le risque radon à un niveau plus ou moins élevé. Selon la classification de 2018, la commune de Catllar est classée en zone 3, à savoir zone à potentiel radon significatif.

## Toponymie
Formes du nom
La première mention du lieu est Villa Castellani au Xe siècle. On retrouve ensuite Castellano au XIe siècle, Vila et Castrum de Castlano aux XIIe et XIIIe siècles, Callano et Calla aux XIVe et XVe siècles, Catlla en 1612, Catllar en 1628 et de nouveau Catlla au XVIIe siècle.
La commune est connue en 1793 sous le nom de Catlla et en 1801 sous le nom de Catllar.
En catalan normalisé, le nom de la commune de nos jours est Catllà.
Étymologie
Les formes anciennes du nom étant suivies du suffixe -anum, cela laisse supposer un toponyme issu du nom du possesseur du lieu. Deux hypothèses sont alors possibles.
- Une première, peu probable, renvoie à un nom de personne d'époque romaine, Castelius, lui-même issu du latin castellum désignant un château. Ce nom, répandu dans le sud de la France a donné de nombreux Castella et Castellane. Mais Castelius est un nom rare dans les pays catalans à l'époque romaine, et de plus rien dans les vestiges archéologiques ne donne d'indices sur la présence d'un domaine d'époque romaine en ce lieu[42].
- Une deuxième, plus plausible, identifie une villa à l'époque médiévale ayant pris le nom de son possesseur, Castellanus, issu de Castellu et désignant un châtelain. Ce nom est courant dans la région au IXe siècle, puisque c'est aussi le nom du fondateur de l'abbaye Sainte-Marie d'Arles-sur-Tech, à proximité, et qu'il existe une autre Villa Castellani, au Xe siècle dans le massif des Albères[42].

Il est aussi à l'origine du nom de la rivière de Catllà, la Castellane.
Une étymologie erronée a rattaché le nom de la localité au latin castellare (château), terme pourtant absent de tous les documents anciens concernant le nom de cette localité. Cette erreur, apparue dès le XIIIe siècle, est à l'origine de la graphie reprise par l'administration française au XVIIe siècle puis officiellement adoptée au XIXe siècle, Catllar, et encore en usage à ce jour. Toutefois, cela n'a pas d'incidence au niveau de la prononciation car, le r final ne se prononçant pas en catalan, les formes Catllà et Catllar sont homophones,.

## Politique et administration

### Canton
Dès 1790, la commune de Catllar est incluse dans le canton de Prades, qu'elle ne quitte plus par la suite.
À compter des élections départementales de 2015, la commune est incluse dans le nouveau canton des Pyrénées catalanes.

### Liste des maires
| Période     | Période     | Identité          | Étiquette | Qualité |
| ----------- | ----------- | ----------------- | --------- | --- |
| 1793        | 1793        | Paul Bertran      |           | |
| 1793        | 1794        | Gaudérique Fuster |           | |
| 1795        | 1805        | Paul Bertran      |           | |
| 1805        | 4 juin 1815 | Jean Pallarès     |           | |
| 4 juin 1815 | ? 1815      | Joseph Pallarès   |           | |
| ? 1815      | 1816        | Jean Pallarès     |           | |
| 1816        | 1821        | Jérôme Sabater    |           | |
| 1821        | 1830        | Raymond Vernis    |           | |
| 1830        | 1831        | Joseph Pallarès   |           | |
| 1831        | 1835        | Gabriel Vernis    |           | |
| 1835        | 1843        | Raymond Vernis    |           | |
| 1843        | 1884        | Alexandre Picon   |           | Médecin inspecteur des eaux à Molitg                                                                            |
| 1884        | 1896        | Marcel Acezat     |           | |
| 1896        | 1904        | Hippolyte Freixe  |           | Préposé tous les ans à la direction et à la surveillance des éducations de vers à soie ; trente ans de pratique |
| 1904        | 1912        | Joseph Gueyne     |           | |
| 1912        | 1919        | Jean Marc         |           | |
| 1919        | 1929        | Joseph Marc       |           | |
| 1929        | 1931        | André Bernard     |           | |
| 1931        | 1935        | Jean Rous         |           | |
| 1935        | 1937        | Ange Carboneil    |           | |
| 1937        | 1941        | Barthélémy Vernet |           | |
|             |             |                   |           | |
| 1944        | 1951        | Michel Grau       |           | |
| 1951        | 1959        | Vincent Gueyne    |           | |
| 1959        | 1981        | Roger Vernet      |           | |
| 1981        | 1991        | José Gali         |           | |
| 1991        | ?           | Marcel Marc       |           | |
| mars 2001   | 2008        | Jean Bigeat       |           | |
| mars 2008   | En cours    | Josette Pujol     | PS        | |

## Population et société

### Démographie ancienne
La population est exprimée en nombre de feux (f) ou d'habitants (H).
| 1358 | 1365 | 1378 | 1424 | 1515 | 1553 | 1709  | 1720  | 1767  |
| ---- | ---- | ---- | ---- | ---- | ---- | ----- | ----- | ----- |
| 28 f | 26 f | 16 f | 16 f | 36 f | 21 f | 104 f | 110 f | 403 H |

| 1774  | 1789  | - | - | - | - | - | - | - |
| ----- | ----- | - | - | - | - | - | - | - |
| 106 f | 100 f | - | - | - | - | - | - | - |

Note : 1774 : dont 1 f pour Saint Jaume près Catlla et 1 f pour Saint Creux près Catlla.

### Démographie contemporaine
L'évolution du nombre d'habitants est connue à travers les recensements de la population effectués dans la commune depuis 1793. Pour les communes de moins de 10 000 habitants, une enquête de recensement portant sur toute la population est réalisée tous les cinq ans, les populations de référence des années intermédiaires étant quant à elles estimées par interpolation ou extrapolation. Pour la commune, le premier recensement exhaustif entrant dans le cadre du nouveau dispositif a été réalisé en 2006.

En 2022, la commune comptait 724 habitants, en évolution de −5,73 % par rapport à 2016 (Pyrénées-Orientales : +3,92 %, France hors Mayotte : +2,11 %).
| 1793 | 1800 | 1806 | 1821 | 1831 | 1836 | 1841 | 1846 | 1851 |
| ---- | ---- | ---- | ---- | ---- | ---- | ---- | ---- | ---- |
| 430  | 483  | 481  | 553  | 576  | 587  | 606  | 649  | 688  |

| 1856 | 1861 | 1866 | 1872 | 1876 | 1881 | 1886 | 1891 | 1896 |
| ---- | ---- | ---- | ---- | ---- | ---- | ---- | ---- | ---- |
| 659  | 607  | 612  | 604  | 608  | 614  | 532  | 540  | 537  |

| 1901 | 1906 | 1911 | 1921 | 1926 | 1931 | 1936 | 1946 | 1954 |
| ---- | ---- | ---- | ---- | ---- | ---- | ---- | ---- | ---- |
| 516  | 508  | 510  | 428  | 402  | 392  | 395  | 382  | 373  |

| 1962 | 1968 | 1975 | 1982 | 1990 | 1999 | 2006 | 2011 | 2016 |
| ---- | ---- | ---- | ---- | ---- | ---- | ---- | ---- | ---- |
| 344  | 353  | 535  | 617  | 692  | 639  | 687  | 718  | 768  |

| 2021 | 2022 | - | - | - | - | - | - | - |
| ---- | ---- | - | - | - | - | - | - | - |
| 743  | 724  | - | - | - | - | - | - | - |

| selon la population municipale des années : | 1968 | 1975 | 1982 | 1990 | 1999 | 2006 | 2009 | 2013 |
| Rang de la commune dans le département      | 105  | 93   | 77   | 83   | 91   | 92   | 94   | 96   |
| Nombre de communes du département           | 232  | 217  | 220  | 225  | 226  | 226  | 226  | 226  |

### Manifestations culturelles et festivités
- Fête estivale : 23 juillet[58].

## Économie

### Revenus
En 2018, la commune compte 335 ménages fiscaux, regroupant 731 personnes. La médiane du revenu disponible par unité de consommation est de 19 880 € (19 350 € dans le département).

### Emploi
|                | 2008   | 2013   | 2018   |
| -------------- | ------ | ------ | ------ |
| Commune        | 7,6 %  | 9,2 %  | 13 %   |
| Département    | 10,3 % | 12,9 % | 13,3 % |
| France entière | 8,3 %  | 10 %   | 10 %   |

En 2018, la population âgée de 15 à 64 ans s'élève à 412 personnes, parmi lesquelles on compte 70 % d'actifs (57 % ayant un emploi et 13 % de chômeurs) et 30 % d'inactifs,. En  2018, le taux de chômage communal (au sens du recensement) des 15-64 ans est inférieur à celui du département, mais supérieur à celui de la France, alors qu'en 2008 il était inférieur à celui de la France.
La commune fait partie du pôle principal de l'aire d'attraction de Prades,. Elle compte 71 emplois en 2018, contre 61 en 2013 et 48 en 2008. Le nombre d'actifs ayant un emploi résidant dans la commune est de 238, soit un indicateur de concentration d'emploi de 29,6 % et un taux d'activité parmi les 15 ans ou plus de 45 %.
Sur ces 238 actifs de 15 ans ou plus ayant un emploi, 54 travaillent dans la commune, soit 23 % des habitants. Pour se rendre au travail, 87,6 % des habitants utilisent un véhicule personnel ou de fonction à quatre roues, 0,9 % les transports en commun, 5,5 % s'y rendent en deux-roues, à vélo ou à pied et 6 % n'ont pas besoin de transport (travail au domicile).

### Activités hors agriculture

#### Secteurs d'activités
25 établissements sont implantés  à Catllar au 31 décembre 2019.
Le secteur de la construction est prépondérant sur la commune puisqu'il représente 40 % du nombre total d'établissements de la commune (10 sur les 25 entreprises implantées  à Catllar), contre 14,3 % au niveau départemental.

### Agriculture
|               | 1988 | 2000 | 2010 | 2020 |
| ------------- | ---- | ---- | ---- | ---- |
| Exploitations | 32   | 6    | 5    | 5    |
| SAU (ha)      | 38   | 16   | 266  | 155  |

La commune est dans le Conflent, une petite région agricole occupant le centre-ouest du département des Pyrénées-Orientales. En 2020, l'orientation technico-économique de l'agriculture  sur la commune est la polyculture et/ou le polyélevage. Cinq exploitations agricoles ayant leur siège dans la commune sont dénombrées lors du recensement agricole de 2020 (32 en 1988). La superficie agricole utilisée est de 155 ha,,.

## Culture locale et patrimoine

### Monuments et lieux touristiques
- L'Arca de Calahons, est un site constitué de deux dolmens et une tombe néolithique situés à Catllar, limite avec Molitg-les-Bains et Eus[62].
- L'Église Saint-André de Catllar, d'origine romane. L'édifice a été inscrit au titre des monuments historiques en 1973[63].
- Église Sainte-Marie de Riquer, église romane également. L'édifice a été classé au titre des monuments historiques en 1983[64].
- La chapelle Saint-Jacques de Calahons[65].
- Cabanes en pierres sèches[66].
- Chapelle de Catllar.
- Chapelle Notre-Dame des Voltes.

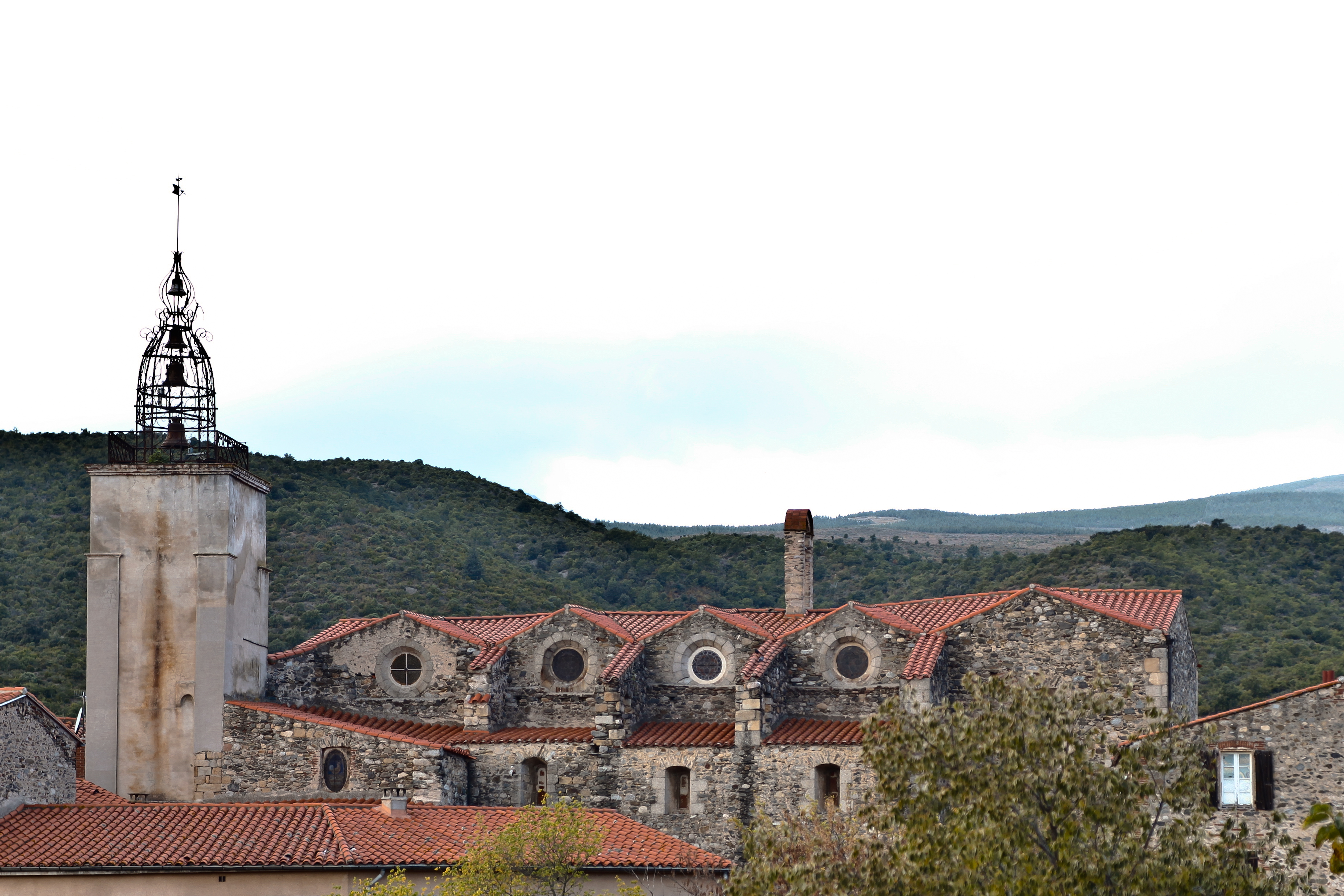
L'église Saint-André de Catllar.
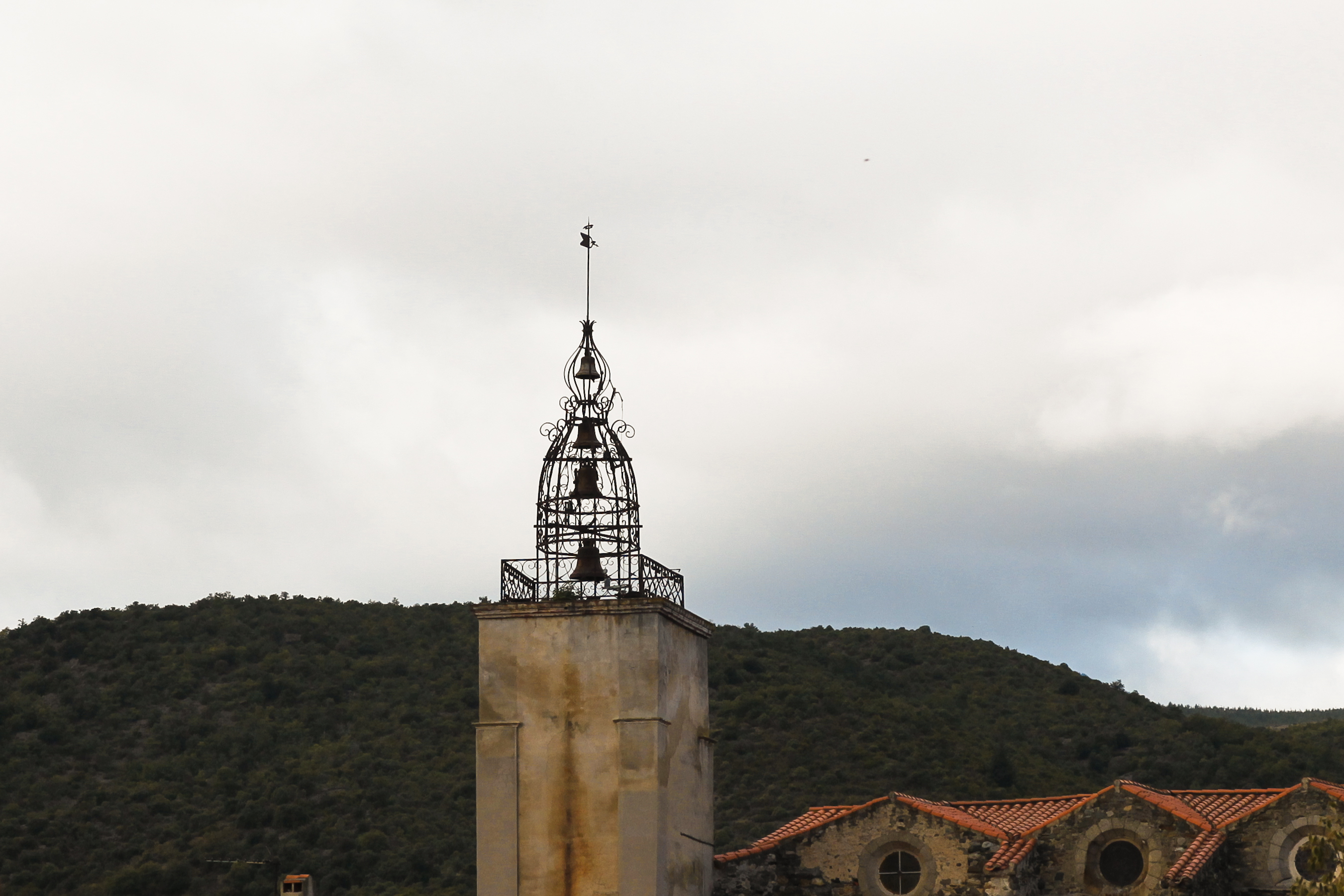
Le clocher de l'église Saint-André.
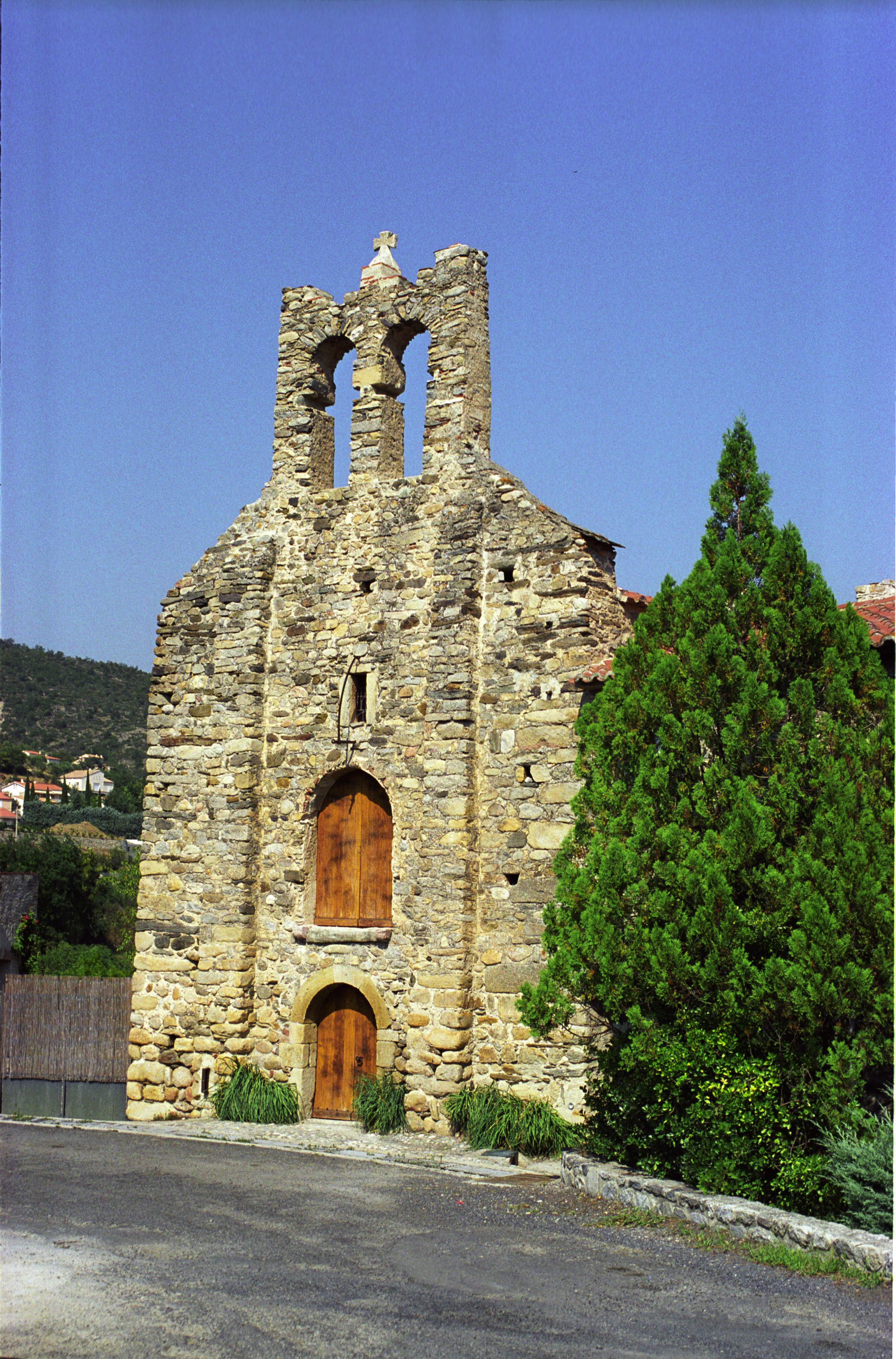
L'église Sainte-Marie de Riquer.
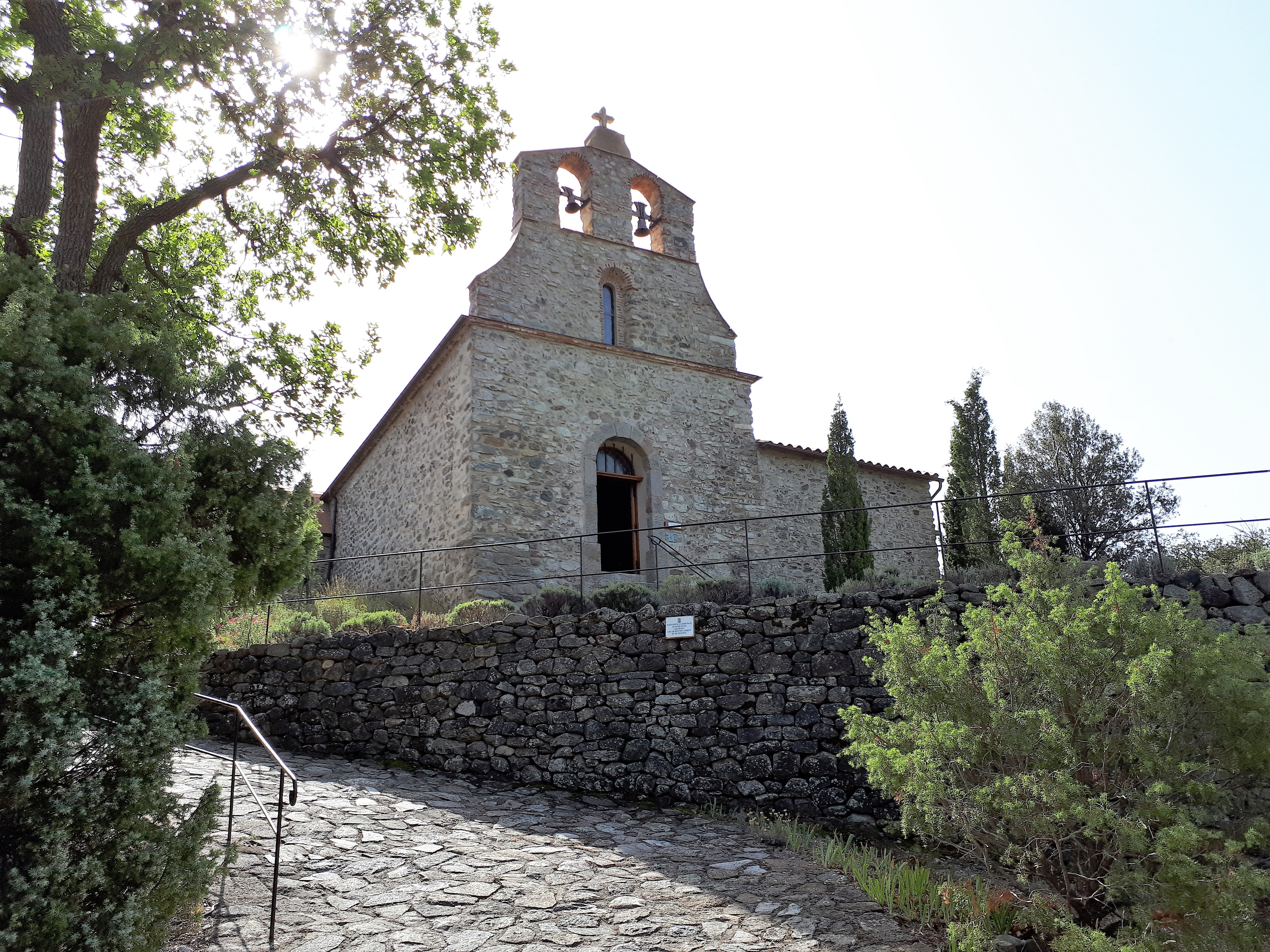
La chapelle de Saint-Jacques-de-Calahons[67].
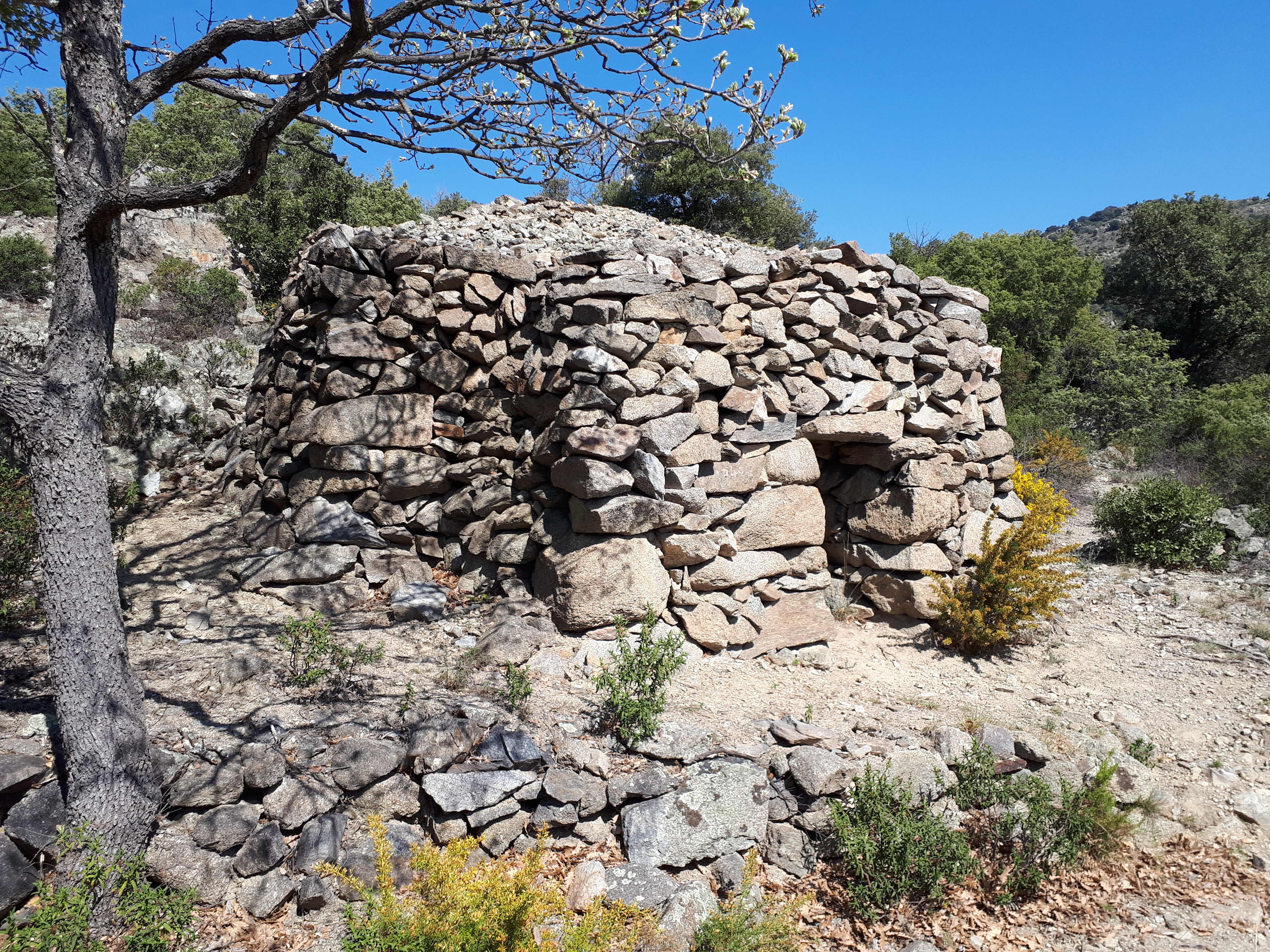
"Orri" (cabane en pierre sèche).
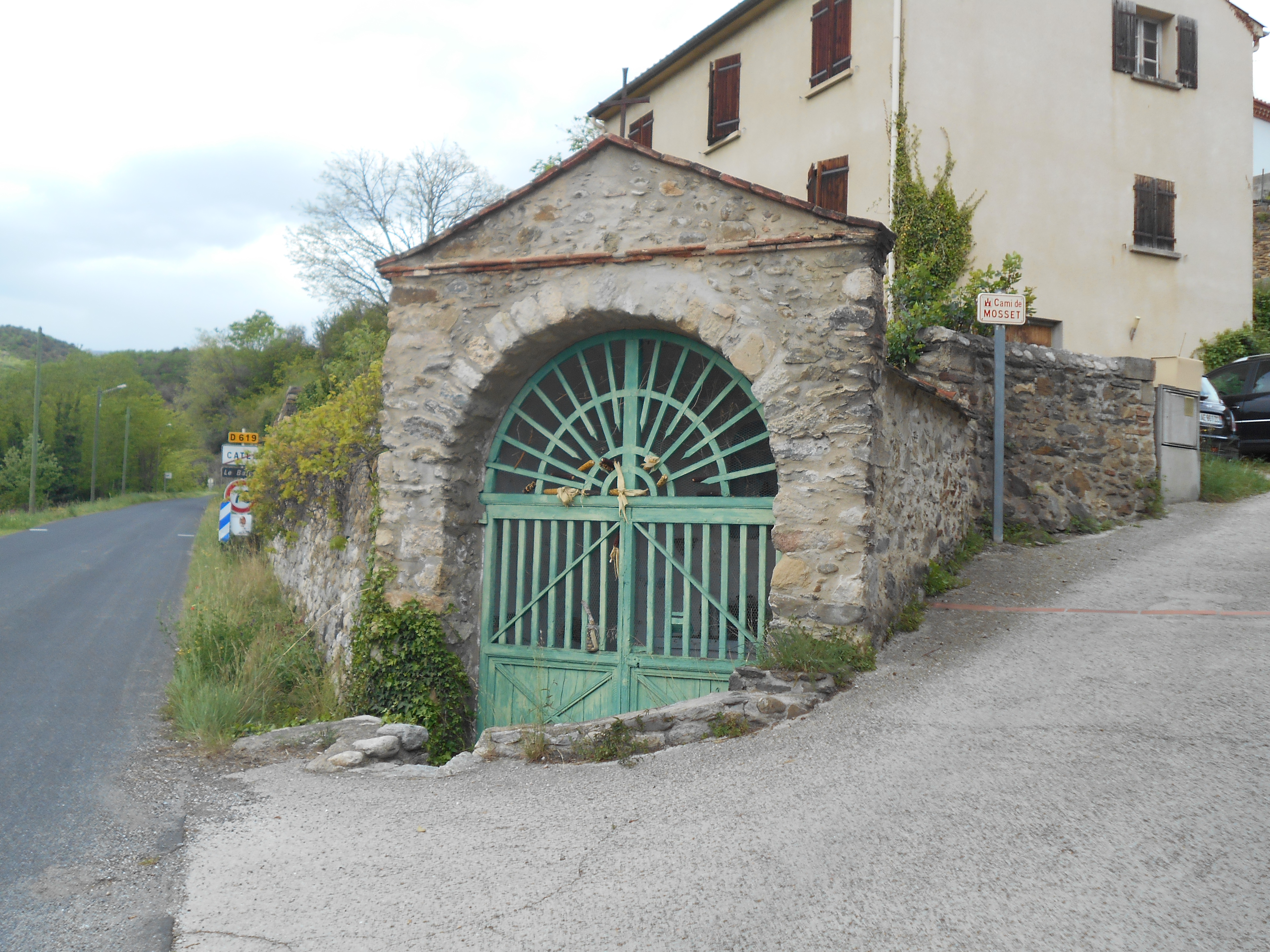
Chapelle de Catllar.
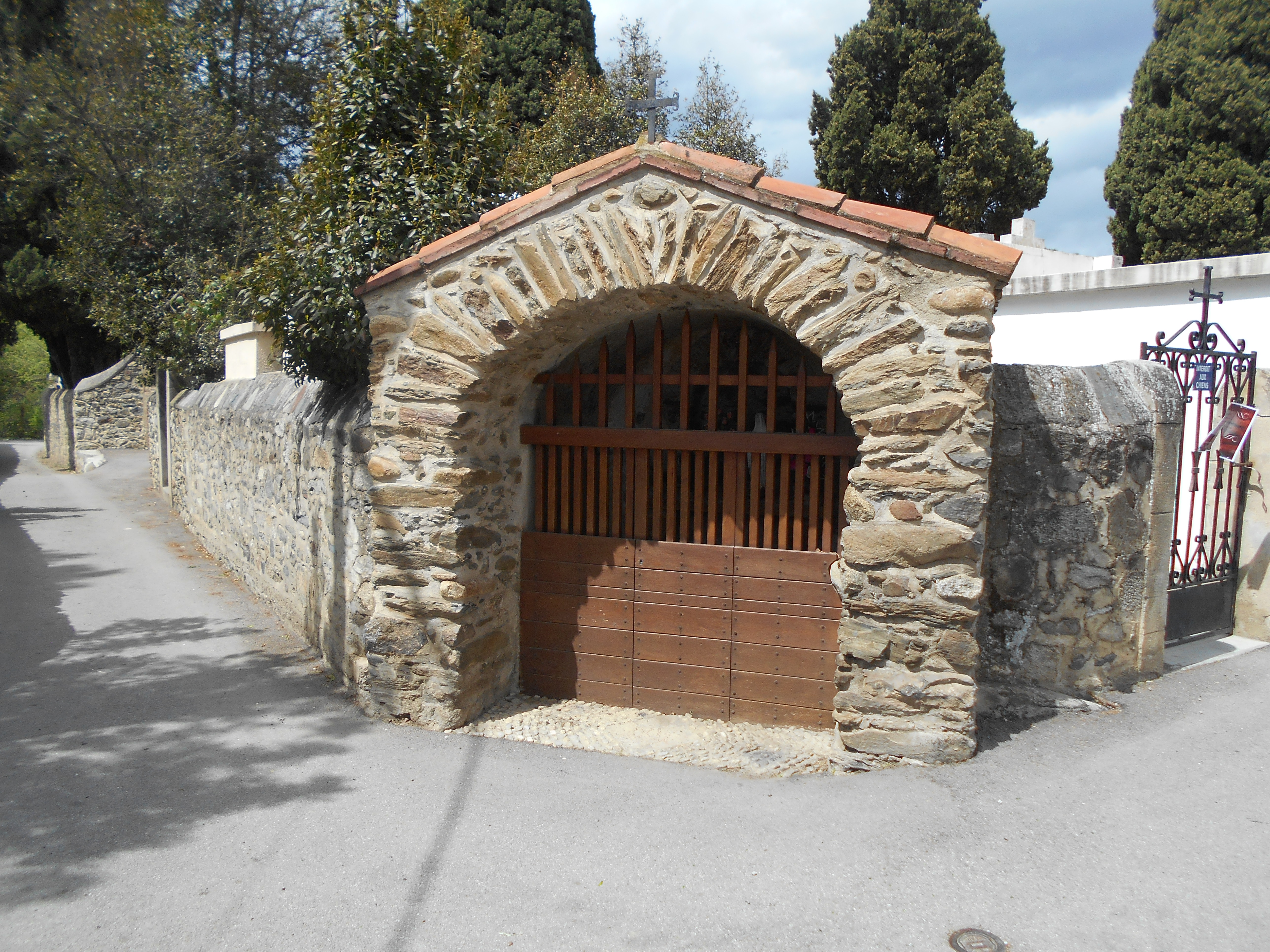
Chapelle Notre-Dame des Voltes.

### Personnalités liées à la commune
- André Marty (1886-1956) : homme politique dirigeant du parti communiste français ayant vécu à Catllar à partir de 1953 où il loua une ancienne bergerie qu'il fit aménager en maison d'habitation[68] ;
- Georgette Clerc (1912-1986) : militante communiste et résistante française ayant vécu à Catllar.

### Culture populaire
Littérature
Le roman Jep de l'écrivain Émile Pouvillon (1840-1906) se déroule à Catllar.

### Héraldique
| Blason de Catllar | Blason  | Écu carré en pointe : d'or à quatre pals de gueules, au château de trois tours couvertes d'argent, celle du milieu plus haute, portillé du même, brochant sur le tout. |
| Blason de Catllar | Détails | Le statut officiel du blason reste à déterminer. |